# 南極洲軍事活動

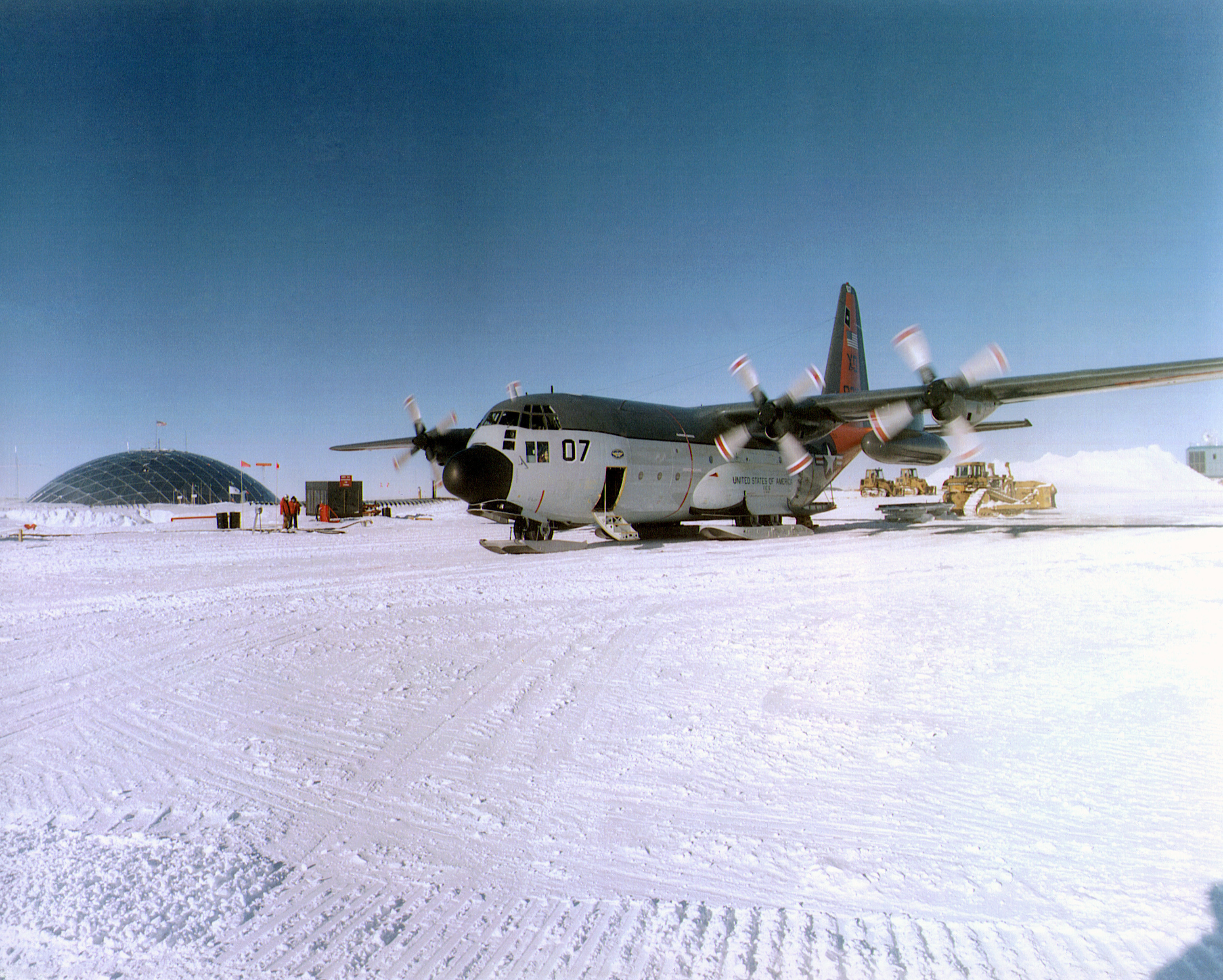
一架美國海軍在阿蒙森-斯科特南極站附近的LC-130運輸機，於1996年。

儘管南極洲從未永久居住著人類，但是歷史上還是有少數幾次在南極洲進行的軍事活動。到了1961年6月23日，南極條約體系正式生效後禁止各國在南極洲從事軍事活動，只允許各國軍事人員和裝備在南極洲從事科學研究或其他和平目的任務（如運送物資）。
南極條約明確禁止在南緯60度以下的陸地或冰架上進行軍事活動。雖然絕對禁止使用核武器，但條約並不適用於在公海範圍內（南冰洋）的海上活動。